# Меридіан жовчного міхура (XI)
Меридіан жовчного міхура — парний, симетричний, доцентровий, належить до системи Ян. Налічує по 44 пункти акупунктури на кожному боці.
Позначають як, цифрами — XI, літерами — VB(фр.), G(нім.), GB(англ.), наприклад: 1XI, VB1, G1, GB1 («ямка зіниці» — перший пункт меридіана жовчного міхура).
Часом найвищої активності меридіана є 23.00-01.00, пасивності — 11.00-13.00.
Меридіан жовчного міхура починається за межами зовнішнього кута ока, проходить петлею вниз і вгору до чола в межах лінії волосся і спускається за вухом до кута черепа. Потім він повертається до чола над центром ока та контурує голову до нижньої частини черепа на 20. Він продовжується вниз по шиї позаду плеча, щоб з'єднатися з керівною судиною на GV-14, а потім перетинає плече. Канал спускається збоку тіла вздовж краю ребра до талії та тазового гребеня, перш ніж заглибитися в канал сечового міхура в крижовій кістці. На 30 він знову з'являється і продовжується вниз по зовнішній стороні ноги, перед щиколоткою, закінчуючись на зовнішній стороні 4-го пальця.

## Точки на меридіані
1 Тун-цзи-ляо (瞳子髎, tóng-zǐ-líао — ямка зіниці)
2 Тін-хуей (聽會, tīng-huì — приймач слуху (точка слуху))
3 Шан-гуань (上關, shàng-guān — верхній прохід)
4 Хань-янь (頷厭, hàn-yán — тиск на щелепи (огида, виражена натяком))
5 Сюань-лу (懸顱, xuán-lú — перевага лоба (повішений череп))
6 Сюань-лі (懸釐, xuán-lí — пряма постава (баланс, що вільно висить))
7 Цюй-бінь (曲鬢, qū-bin — звивисте волосся скроні)
8 Шуай-гу (率谷, shuài-gǔ — закінчення долини (слідуючи по долині))
9 Тянь-чун (天衝, tiān-chōng — небесна точка (небесна атака))
10 Фу-бай (浮白, fú-bai — приплив ясності)
11 Тоу-цяо-їнь (頭竅陰, tóu-qiào-yīn — початок їнь (отвір їнь голови))
12 Вань-гу (完骨, wán-gǔ — виконання кістки (ціла кістка))
13 Бень-шень (本神, ben-shén — дух причини (підтримка духу))
14 Ян-бай (陽白, yang-bai — ясність ян (час-брама))
15 Тоу-лін-ці (頭臨泣, tóu-lín-qì — спуск сліз (із голови))
16 Му-чуан (目窗, mù-chuāng — вікно очей)
17 Чжен-ін (正營, zheng-ying — правове керівництво (організація зборів))
18 Чен-лін (承靈, chéng-líng — приймання (здобуття) духу)
19 Нао-кун (腦空, nǎo-kōng — простір мозку (спустошений мозок))
20 Фен-чі (風池, fēng-chí — вітряний ставок)
21 Цзянь-цзін (肩井, jiān-jǐng — джерело плеча)
22 Юань-е (淵腋, yuān-yè — вир води (глибокий вир))
23 Чже-цзінь (輒筋, zhé-jīn — мляве сухожилля (боковий м'яз))
24 Жі-ює (日月, rì-yuè — сонце та місяць)
25 Цзин-мен (京門, jīng-mén — ворота столиці)
26 Дай-травень (帶脈, dài-mài — посудиина (канал) пояса)
27 У-шу (五樞, wǔ-shū — п'ять центральних стовпів)
28 Вей-дао (維道, wéi-dào — шлях, що з'єднує)
29 Цзюй-ляо (居髎, jū-liáo — коротка та широка ямка (спокій-яма))
30 Хуань-тяо (環跳, huán-tiào — круговий стрибок (до зрілості стрибок))
31 Фанг-ші (風市, fēng-shì — вітряний ринок)
32 Чжун-ду (中瀆, zhōng-dú — середня річка (течія))
33 Цзу-ян-гуань (膝陽關, xī-yáng-guān — кордон ян (на коліні))
34 Ян-лін-цюань (陽陵泉, yang-lín-quán — джерело ян на пагорбі)，合穴，膽下合穴，八會穴之筋會
35 Ян-цзяо (陽交, yang-jiāo — точка зустрічі ян)，陽維脈郄穴
36 Вай-цю (外丘, wài-qiū — зовнішній пагорб)，郄穴
37 Гуан-мін (光明, guāng-ming — яскраве світло (сяюча ясність))，絡穴
38 Ян-фу (陽輔, yang-fǔ — опора ян)，經穴
39 Сюань-чжун (懸鐘, xuán-zhōng — дзвін, що висить)（又名絕骨穴），八會穴之髓會
40 Цю-сюй (丘墟, qiū-xū — ринок на пагорбі)，原穴
41 Цзу-лін-ці (足臨泣, zú-lín-qì — спуск сліз (ніг))，輸穴，八脈交會穴，通带脉
42 Ді-у-хуей (地五會, dì-wǔ-huì — земля п'яти зустрічей (п'яте з'єднання землі)
43 Ся-сі (俠谿, xiá-xī — вузька долина (вузький потік))，滎穴
44 Цзу-цяо-їнь (足竅陰, zú-qiào-yīn — Їнь початку (отвір їнь ніг))，井穴